# George Garbutt
George Frederick Garbutt (* 18. Juni 1903 in Winnipeg, Manitoba; † 21. September 1967 ebenda) war ein kanadischer Eishockeyspieler. Bei den Olympischen Winterspielen 1932 gewann er als Mitglied der kanadischen Nationalmannschaft die Goldmedaille.   

## Karriere
George Garbutt begann seine Karriere als Eishockeyspieler an der University of Manitoba. Bei den Winterspielen 1932 vertrat er Kanada mit dem Winnipeg Hockey Club. 

### International
Für Kanada nahm Garbutt an den Olympischen Winterspielen 1932 in Lake Placid teil, bei denen er mit seiner Mannschaft die Goldmedaille gewann.  

## Erfolge und Auszeichnungen
- 1932 Goldmedaille bei den Olympischen Winterspielen